# 49. National Hockey League All-Star Game
Das 49. National Hockey League All-Star Game wurde am 24. Januar 1999 in Tampa, Florida ausgetragen. Die Gastgeber des Spieles, das zum ersten Mal in Florida ausgetragen wurde, waren die Tampa Bay Lightning.
An der Veranstaltung, die im Ice Palace stattfand, nahmen die besten Spieler der National Hockey League teil. Im Spiel traten die besten Spieler aus Nordamerika stammenden Spieler gegen die besten Spieler aus den anderen Kontinenten an. Die Startformationen der All-Star Teams konnten durch die Fans über eine Abstimmung bestimmt werden. Im Stadion waren 19.758 Zuschauer.

## Mannschaften
| #           | Land               | Spieler           | Pos.           | Team                    |
| Torhüter    |                    |                   |                |                         |
| 30          | Kanada             | Martin Brodeur    | Martin Brodeur | New Jersey Devils       |
| 20          | Kanada             | Ed Belfour        | Ed Belfour     | Dallas Stars            |
| –           | Kanada             | Curtis Joseph     | Curtis Joseph  | Toronto Maple Leafs     |
| 31          | Kanada             | Ron Tugnutt       | Ron Tugnutt    | Ottawa Senators         |
| Verteidiger |                    |                   |                |                         |
| 77          | Kanada             | Ray Bourque       | Ray Bourque    | Boston Bruins           |
| 2           | Kanada             | Al MacInnis       | Al MacInnis    | St. Louis Blues         |
| 3           | Kanada             | Rob Blake         | Rob Blake      | Los Angeles Kings       |
| 55          | Kanada             | Larry Murphy      | Larry Murphy   | St. Louis Blues         |
| 44          | Kanada             | Chris Pronger     | Chris Pronger  | Detroit Red Wings       |
| 4           | Kanada             | Scott Stevens     | Scott Stevens  | New Jersey Devils       |
| 5           | Kanada             | Darryl Sydor      | Darryl Sydor   | Dallas Stars            |
| Angreifer   |                    |                   |                |                         |
| –           | Kanada             | Steve Yzerman     | C              | Detroit Red Wings       |
| 9           | Kanada             | Paul Kariya       | LW             | Mighty Ducks of Anaheim |
| 14          | Kanada             | Brendan Shanahan  | LW             | Detroit Red Wings       |
| 21          | Kanada             | Luc Robitaille    | LW             | Los Angeles Kings       |
| 12          | Vereinigte Staaten | Tony Amonte       | RW             | Chicago Blackhawks      |
| 17          | Kanada             | Wendel Clark      | LW             | Tampa Bay Lightning     |
| 74          | Kanada             | Theoren Fleury    | RW             | Calgary Flames          |
| 99          | Kanada             | Wayne Gretzky – C | C              | New York Rangers        |
| 10          | Vereinigte Staaten | John LeClair      | LW             | Philadelphia Flyers     |
| 88          | Kanada             | Eric Lindros      | C              | Philadelphia Flyers     |
| 27          | Vereinigte Staaten | Mike Modano       | C              | Dallas Stars            |
| 22          | Kanada             | Keith Primeau     | C              | Carolina Hurricanes     |
| 8           | Kanada             | Mark Recchi       | RW             | Philadelphia Flyers     |
| 97          | Vereinigte Staaten | Jeremy Roenick    | C              | Phoenix Coyotes         |
| 7           | Vereinigte Staaten | Keith Tkachuk     | LW             | Phoenix Coyotes         |

| #           | Land        | Spieler              | Pos.                 | Team                    |
| Torhüter    |             |                      |                      |                         |
| 39          | Tschechien  | Dominik Hašek        | Dominik Hašek        | Buffalo Sabres          |
| 35          | Russland    | Nikolai Chabibulin   | Nikolai Chabibulin   | Phoenix Coyotes         |
| 1           | Lettland    | Artūrs Irbe          | Artūrs Irbe          | Carolina Hurricanes     |
| Verteidiger |             |                      |                      |                         |
| 5           | Schweden    | Nicklas Lidström – C | Nicklas Lidström – C | Detroit Red Wings       |
| 22          | Tschechien  | Roman Hamrlík        | Roman Hamrlík        | Edmonton Oilers         |
| –           | Schweden    | Kenny Jönsson        | Kenny Jönsson        | New York Islanders      |
| –           | Deutschland | Uwe Krupp            | Uwe Krupp            | Detroit Red Wings       |
| 2           | Schweden    | Mattias Öhlund       | Mattias Öhlund       | Vancouver Canucks       |
| 14          | Schweden    | Mattias Norström     | Mattias Norström     | Los Angeles Kings       |
| 27          | Finnland    | Teppo Numminen       | Teppo Numminen       | Phoenix Coyotes         |
| 44          | Ukraine     | Alexei Schitnik      | Alexei Schitnik      | Buffalo Sabres          |
| 56          | Russland    | Sergei Subow         | Sergei Subow         | Dallas Stars            |
| Angreifer   |             |                      |                      |                         |
| 68          | Tschechien  | Jaromír Jágr         | RW                   | Pittsburgh Penguins     |
| 8           | Finnland    | Teemu Selänne        | RW                   | Mighty Ducks of Anaheim |
| 21          | Schweden    | Peter Forsberg       | C                    | Colorado Avalanche      |
| 80          | Ukraine     | Dmytro Chrystytsch   | LW                   | Boston Bruins           |
| 12          | Slowakei    | Peter Bondra         | RW                   | Washington Capitals     |
| 38          | Slowakei    | Pavol Demitra        | RW                   | St. Louis Blues         |
| 16          | Tschechien  | Bobby Holík          | LW                   | New Jersey Devils       |
| 19          | Russland    | Alexei Jaschin       | C                    | New York Islanders      |
| –           | Russland    | Wiktor Koslow        | RW                   | Florida Panthers        |
| 25          | Russland    | Sergei Kriwokrassow  | RW                   | Nashville Predators     |
| 9           | Schweden    | Markus Näslund       | LW                   | Vancouver Canucks       |
| 82          | Tschechien  | Martin Straka        | C                    | Pittsburgh Penguins     |
| 20          | Deutschland | Marco Sturm          | LW                   | San Jose Sharks         |
| 13          | Schweden    | Mats Sundin          | C                    | Toronto Maple Leafs     |

## SuperSkills Competition
In der SuperSkills Competition, die am Vortag des All-Star Game stattfand, mussten die Spieler ihre Fähigkeiten in unterschiedlichen Gebieten, wie Schnelligkeit, Puckkontrolle oder Schusshärte unter Beweis stellen. Dabei traten die Spieler der Welt All-Stars gegen die der Nordamerika All-Stars an.

### Sieger
Endstand: Welt All-Stars 13 – 11 Nordamerika All-Stars
| Wettbewerb        | Mannschaftswertung    | Einzelwertung                                             |
| Puckkontrolle     | Nordamerika All-Stars | Paul Kariya (Nordamerika)                                 |
| Schnelligkeit     | Welt All-Stars        | Peter Bondra (Welt)                                       |
| Schusshärte       | Nordamerika All-Stars | Al MacInnis (Nordamerika)                                 |
| Rapid Fire        | Nordamerika All-Stars | –                                                         |
| Schussgenauigkeit | Nordamerika All-Stars | Keith Tkachuk, Jeremy Roenick & Ray Bourque (Nordamerika) |
| Shootout          | World All-Stars       | –                                                         |
| Bester Torhüter   | –                     | Dominik Hašek & Artūrs Irbe (Welt)                        |

## Spielverlauf

### Welt All-Stars 6 – 8 Nordamerika All-Stars
All-Star Game MVP: Wayne Gretzky (1 Tor + 2 Vorlagen)
| Team                  | Zeit  | Stand | Torschütze     | Vorlagengeber      | Vorlagengeber  |
| 1. Drittel            |       |       |                |                    |                |
| Nordamerika All-Stars | 4:09  | 1–0   | Mike Modano    | Luc Robitaille     | Chris Pronger  |
| Welt All-Stars        | 9:42  | 1–1   | Marco Sturm    | Peter Forsberg     | Mats Sundin    |
| Nordamerika All-Stars | 10:06 | 2–1   | Luc Robitaille | Jeremy Roenick     | Wendel Clark   |
| Nordamerika All-Stars | 16:45 | 3–1   | Paul Kariya    | Mike Modano        | Tony Amonte    |
| Nordamerika All-Stars | 17:18 | 4–1   | Mark Recchi    | Wayne Gretzky      | Theoren Fleury |
| 2. Drittel            |       |       |                |                    |                |
| Nordamerika All-Stars | 20:17 | 5–1   | Ray Bourque    | Mike Modano        |                |
| Nordamerika All-Stars | 21:14 | 6–1   | Wayne Gretzky  | Theoren Fleury     | Chris Pronger  |
| Welt All-Stars        | 22:02 | 6–2   | Teemu Selänne  | Alexei Jaschin     | Artūrs Irbe    |
| Welt All-Stars        | 28:59 | 6–3   | Pavol Demitra  | Alexei Schitnik    | Mats Sundin    |
| Nordamerika All-Stars | 34:23 | 7–3   | Rob Blake      | Wayne Gretzky      | Mark Recchi    |
| Welt All-Stars        | 35:08 | 7–4   | Mattias Öhlund | Mats Näslund       | Mats Sundin    |
| 3. Drittel            |       |       |                |                    |                |
| Welt All-Stars        | 42:57 | 7–5   | Mats Sundin    | Mattias Öhlund     | Jaromír Jágr   |
| Nordamerika All-Stars | 44:02 | 8–5   | Darryl Sydor   | Mike Modano        | Tony Amonte    |
| Welt All-Stars        | 44:20 | 8–6   | Sergei Subow   | Dmytro Chrystytsch | Bobby Holík    |

## Heroes of Hockey Game
Mit Cammi Granato, einer der besten Eishockeyspielerinnen der Welt, und dem Schauspieler Tim Robbins hatte jedes der beiden Teams einen besonderen Gastspieler. Die Spieler konnten ihre Rückennummer frei wählen, so dass es auch zu zahlreichen Überschneidungen kam.
| #           | Pos. | Land               | Spieler        |
| Torhüter    |      |                    |                |
| 33          | G    | Kanada             | Don Beaupre    |
| 40          | G    | Kanada             | Darren Pang    |
| Verteidiger |      |                    |                |
| 21          | D    | Kanada             | Randy Gregg    |
| 5           | D    | Kanada             | Mark Howe      |
| 27          | D    | Kanada             | Marty Howe     |
| 28          | D    | Vereinigte Staaten | Reed Larson    |
| Angreifer   |      |                    |                |
| 9           | F    | Kanada             | Clark Gillies  |
| 9           | RW   | Kanada             | Gordie Howe    |
| 13          | F    | Kanada             | Ken Linseman   |
| 9           | LW   | Kanada             | Lanny McDonald |
| 10          | F    | Kanada             | Tony McKegney  |
| 19          | RW   | Kanada             | John McKenzie  |
| 21          | C    | Vereinigte Staaten | Stan Mikita    |
| 7           | RW   | Vereinigte Staaten | Joe Mullen     |
| 23          | RW   | Vereinigte Staaten | Bob Nystrom    |
| 8           | F    | Kanada             | Jim Pappin     |
|             |      | Vereinigte Staaten | Tim Robbins    |

| #           | Pos. | Land               | Spieler           |
| Torhüter    |      |                    |                   |
| 1           | G    | Kanada             | Doug Favell       |
| 1           | G    | Kanada             | Pete Peeters      |
| Verteidiger |      |                    |                   |
| 26          | D    | Kanada             | Don Awrey         |
| 26          | D    | Kanada             | Dave Maloney      |
| 5           | D    | Kanada             | Rob Ramage        |
| 32          | D    | Vereinigte Staaten | Peter Taglianetti |
| Angreifer   |      |                    |                   |
| 12          | RW   | Kanada             | Wayne Cashman     |
| 15          | C    | Kanada             | Terry Crisp       |
| 12          | C    | Kanada             | John Cullen       |
| 16          | C    | Kanada             | Marcel Dionne     |
| 18          | RW   | Kanada             | Danny Gare        |
| 7           | RW   | Kanada             | Rod Gilbert       |
|             | F    | Kanada             | Cammi Granato     |
| 11          | LW   | Kanada             | Vic Hadfield      |
| 16          | LW   | Kanada             | Chris Kontos      |
| 17          | LW   | Kanada             | Basil McRae       |
| 27          | LW   | Kanada             | Darryl Sittler    |

### Das Spiel
Sunbelt Heroes of Hockey 2 – 2 NHL Heroes of Hockey
Das Spiel wurde in zwei Halbzeiten ausgetragen
Halbzeitergebnisse:  1–0, 1–2